# ارکستر سمفونیک فولدا
ارکستر سمفونیک فولدا (به آلمانی: Fuldaer Symphonisches Orchester، به انگلیسی: Fulda Symphonic Orchestra) یک ارکستر موسیقی است که در شهر فولدا، ایالت هسن، آلمان واقع است. گروه ارکستر در سال ۱۹۹۹ توسط کارسـْتِن آسـْمان (مدیر ارکستر) آلبرت فلوگِل (سرپرست کنسرت)، دوروتِئا هِلِر (نوازندهٔ مشترک سازهای بادی چوبی)، و زیمون شینـْـدلِر تشکیل شد. در آن سال، آسـْمان و شیندلر، به‌ترتیب، تنها ۲۱ و ۲۳ سال داشتند. بیش از ۱۰۰ نوازندهٔ این گروه غالباً آماتور هستند و ترکیبی از چند نوازندهٔ حرفه‌ای نیز در میان آنان وجود دارد. سن نوازندگان از ۱۶ تا ۷۰ سال متغیر است.

در رسانه‌های محلی، از اجراهای ارکستر نقدهای مثبتی منتشر شده است.